# Kisielnica karmelowata

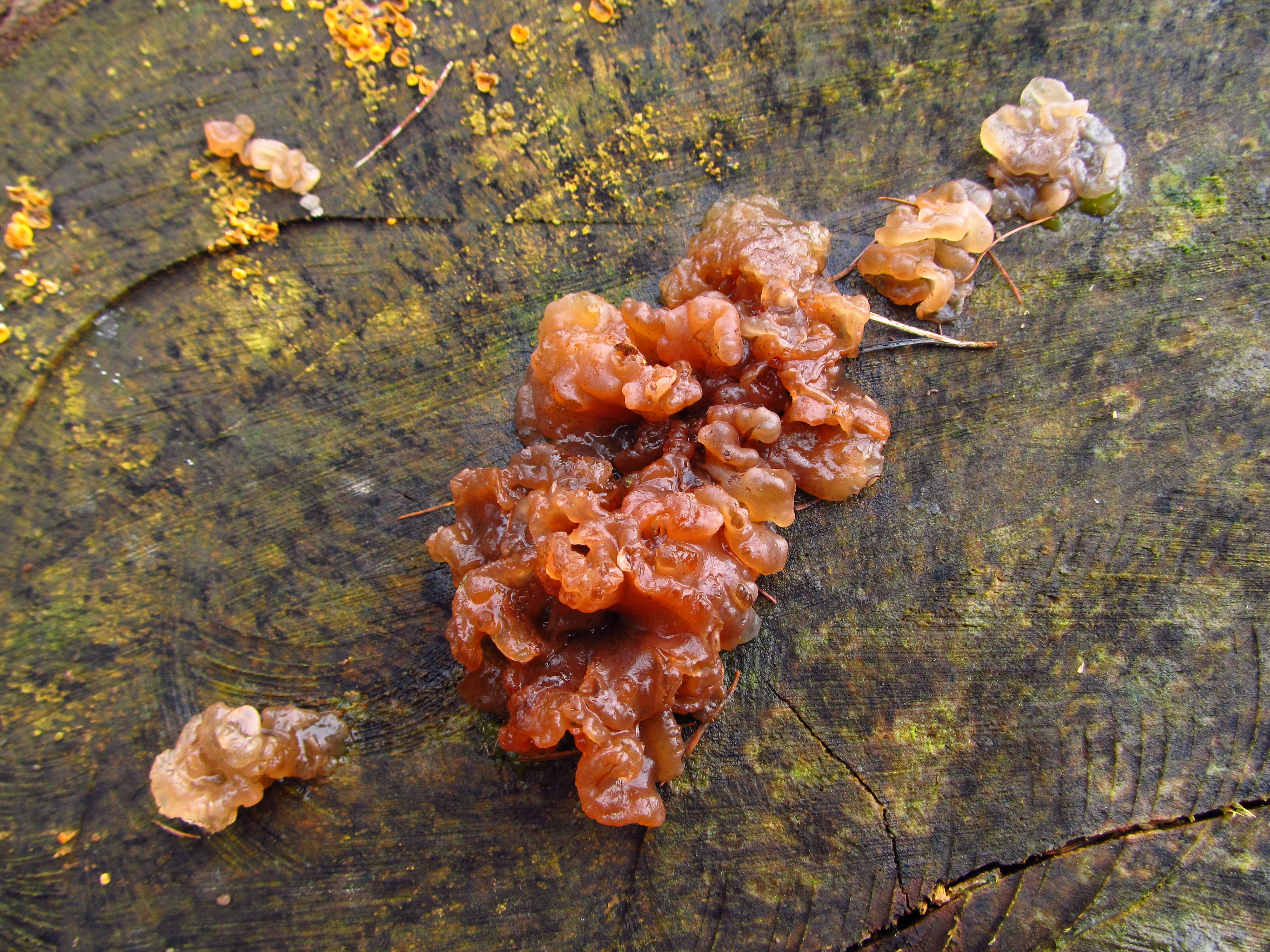

Kisielnica karmelowata (Exidia saccharina Fr.) – gatunek grzybów z rodziny uszakowatych (Auriculariaceae).

## Systematyka i nazewnictwo
Pozycja w klasyfikacji według Index Fungorum: Auriculariaceae, Auriculariales, Auriculariomycetidae, Agaricomycetes, Agaricomycotina, Basidiomycota, Fungi.
Takson utworzył Elias Fries w 1822 r. Synonimy naukowe:
- Dacrymyces saccharinus (Bonord.) Sacc. & Traverso 1910
- Tremella saccharina Bonord. 1851
- Tremella spiculosa var. saccharina Alb. & Schwein. 1805
- Ulocolla saccharina (Fr.) Bref 1888

Nazwę polską zaproponował Władysław Wojewoda w 2003 r., wcześniej w polskim piśmiennictwie mykologicznym gatunek ten opisywany był też jako kisielec karmelowaty lub wypotek karmelowaty

## Morfologia
Owocnik
Pojedynczy owocnik ma średnicę kilka cm, często sąsiednie owocniki zrastają się razem. Ma kształt listkowato-płatowany, powierzchnia jest pofałdowana, przypominająca zwoje mózgowe. Miąższ galaretowaty, powierzchnia o barwie palonego cukru (karmelu), brązowa lub czerwonobrązowa.
Zarodniki
Bezbarwne, cylindryczne, wygięte, o gładkiej powierzchni. Rozmiary: 9,5–15 × 3,5–5 μm.
Gatunki podobne
- trzęsak listkowaty (Tremella foliacea). Występuje tylko na drzewach liściastych i ma bardziej spłaszczone, listkowate owocniki

## Występowanie i siedlisko
Występuje w Ameryce Północnej i w Europie. W Polsce jest dość pospolity.
Nadrzewny grzyb saprotroficzny. Rośnie w lasach iglastych i mieszanych, na pniach i gałęziach drzew iglastych. Najczęściej spotykany jest na sośnie zwyczajnej, rzadziej na jodłach i świerkach. Owocniki występują przez cały rok.
Grzyb niejadalny.
.